# Dražen Petrović
Vous lisez un « bon article » labellisé en 2018.
Pour les articles homonymes, voir Petrović.
Dražen Petrović, né le 22 octobre 1964 à Šibenik en Yougoslavie et mort le 7 juin 1993 à Ingolstadt en Allemagne, est un joueur de basket-ball croate ayant remporté quatre Euroscar Award et deux Mr. Europa. Un des meilleurs joueurs de sa génération, il évolue d'abord sur la scène européenne, remportant deux coupes des clubs champions, une Coupe des Coupes et participant à trois finales de Coupe Korać avant de tenter sa chance aux États-Unis en NBA en 1990.
Petrović rejoint alors les Trail Blazers de Portland qui l'ont sélectionné quatre années auparavant. L'entraîneur de Portland Rick Adelman ne lui fait pas confiance et le laisse sur le banc pendant deux saisons. En janvier 1991, Dražen Petrović est échangé aux Nets du New Jersey où il explose lors des deux saisons suivantes. Lors des saisons 1991-1992 et 1992-1993, le Croate devient la vedette de l'équipe des Nets dont il est le meilleur marqueur et est aux portes du All-Star Game.
L'arrière a porté le maillot de deux sélections nationales au cours de sa carrière. D'abord, il fait partie d'une grande équipe de Yougoslavie avec laquelle il remporte un titre de champion d'Europe en 1989, un titre de champion du monde en 1990 ainsi que deux médailles olympiques. À la suite des guerres de Yougoslavie et de l'éclatement de la république fédérative socialiste de Yougoslavie, Petrović évolue sous la bannière de la Croatie avec qui il remporte la médaille d'argent aux Jeux olympiques de Barcelone.
À l'été 1993, Dražen Petrović meurt à l'âge de 28 ans dans un accident sur une autoroute allemande. Son numéro de maillot est retiré par les Nets en fin d'année 1993. Introduit au Basketball Hall of Fame et au FIBA Hall of Fame, l'arrière des Balkans a une stèle au musée olympique de Lausanne et un musée en son nom à Zagreb.

## Biographie

### Jeunesse à Šibenik

#### Enfance (1964-1978)
Dražen Petrović naît le 22 octobre 1964 à Šibenik en Yougoslavie. Sa mère, Biserka Petrović, a grandi dans cette ville du bord de la Krka. Dans les années 1950, elle y rencontre Jole Petrović, venu à Šibenik pour suivre des études de droit. Ils se marient en 1958 et ont un premier fils en février 1959 qu'ils prénomment Aleksandar. Jole Petrović est un homme respecté dans la région, chef de police désigné par les autorités yougoslaves. Peu après la naissance de Dražen, il quitte son poste dans la police pour élever ses deux jeunes garçons alors que Biserka retrouve son métier de libraire qu'elle conserve pendant 17 ans.
Le jeune Dražen grandit dans une Yougoslavie communiste qui offre plus de libertés à sa génération qu'à celle de ses parents. Né avec une luxation de la hanche, il doit porter une ceinture pour élargir ses jambes, un objet qu'il abandonne après avoir appris à marcher normalement. Dans les rues de Šibenik, Dražen découvre le basket-ball en suivant son frère sur les terrains de rue — esquivant même ses cours de guitare pour s'y rendre — et à ses entraînements où il s’incruste, allant jusqu'à proposer de lui porter son sac pour le suivre. Sportif talentueux, Aleksandar est un modèle pour de nombreux jeunes du quartier et plus encore pour son frère cadet. Inspiré par la sélection d'Aleksandar en équipe nationale cadette de Yougoslavie à l'été 1975, Dražen s'entraîne inlassablement et ne lâche pas sa passion pour le basket-ball. À 11 ans, il est touché par un souffle cardiaque et un médecin local lui conseille d'arrêter toute activité sportive. Contre-ausculté par une spécialiste à Belgrade, Dražen est rassuré par la cardiologue qui lui annonce que ce problème n'est que temporaire. Cet événement renforce néanmoins l'attachement du jeune Petrović pour le sport qu'il a failli perdre. Sa haine de la défaite le conduit à répéter ses gammes sans interruption.
Toujours à onze ans, Dražen rejoint le club local du Šibenka Šibenik où il évolue dans les catégories de jeunes avec Neven Spahija. Petrović est surclassé et joue dans la même équipe que Spahija, trois ans plus âgé que lui, en troisième division régionale contre des adultes. Si au départ, ils enchaînent les défaites, les enfants trouvent des solutions pour rendre les rencontres de plus en plus compétitives et s'améliorent. Alors qu'il a 14 ans, Dražen Petrović est décrit par son entraîneur comme un « miracle ».

#### Apprentissage en équipe première (1979-1982)
En 1979, l'équipe première de Šibenik est promue en première division yougoslave et recrute un nouvel entraîneur, Zoran Slavnić, qui est également joueur. Ce dernier évalue les jeunes talents du club et est intrigué par le jeune frère d'Aleksandar Petrović contre qui il a joué. Après l'avoir vu en équipe de jeunes, Slavnić offre une place dans l'équipe principale du club au jeune Dražen, âgé de seulement 15 ans. Son objectif est de lui offrir l'expérience des entraînements de haut niveau bien que peu de minutes sur le terrain. Champion olympique au poste de meneur, vedette nationale, Slavnić est un mentor idéal qui commence sa carrière d'entraîneur. Chaque jour, ils s'affrontent sur les terrains d'entraînement et l'apprenti apprend rapidement de son aîné. Au début de la saison, bien que Petrović n'ait pas encore joué, l'entraîneur déclare aux médias qu'il a trouvé en lui un joueur qui sera meilleur que Dragan Kicanović ou lui-même. Dražen termine la saison avec seize apparitions lors de la saison 1979-1980 que l'équipe termine à la huitième position du classement.
La saison suivante est différente, désormais âgé de seize ans, Petrović obtient de plus en plus de temps de jeu. Il joue en tant qu'arrière lorsque Slavnić est à la mène et au poste de meneur lorsque ce n'est pas le cas. Il ne marque que 39 points sur toute la saison mais ses progrès sont remarqués. L'équipe termine quatrième du classement à l'issue de la saison et l'entraîneur-joueur Slavnić quitte le club pour le Partizan Belgrade. Faruk Kulenović le remplace sur le banc bien qu'il n'ait que 29 ans et choisit Petrović comme meneur titulaire après le début de saison réussi du jeune joueur. Ce dernier s'entraîne dur et possède la clef du gymnase.
Dražen Petrović se révèle au début de la saison 1981-1982. En déplacement en Israël pour un tour de qualification de la Coupe Korać, il entre en jeu en remplacement d'un joueur blessé et s'illustre contre l'Hapoël Tel-Aviv. Au match retour, il inscrit 30 points dans la victoire et la qualification de son équipe pour le tour suivant. Kulenović lui donne alors les clefs de la mène de l'équipe et limite son temps de jeu au poste d'arrière, jugeant l'inactivité ponctuelle du joueur, sans ballon, comme négative pour son attaque. Meneur de l'équipe, Petrović inscrit 16 points par rencontre dans le championnat yougoslave. L'équipe de fait également un remarquable parcours dans la Coupe Korać, coupe européenne de troisième niveau, enchaînant les succès à travers l'Europe jusqu'à battre en demi-finale l'Étoile rouge de Belgrade malgré une défaite de 16 points au match aller à Belgrade. En finale, Petrović et ses coéquipiers s'inclinent contre le CSP Limoges malgré les 19 points et 10 passes décisives du meneur yougoslave, bien défendu par l'athlétique joueur français Richard Dacoury,.

#### Jeune meneur talentueux aux grandes déceptions (1982-1983)
L'entraîneur Kulenović souhaite rajeunir l'équipe et le dit à la direction du KK Šibenka au cours de la saison 1981-1982. Les dirigeants prennent le temps de la réflexion et alors qu'ils étudient la demande de Kulenović, le message arrive aux joueurs expérimentés du vestiaire qui font immédiatement résistance au changement et obtiennent le remplacement de Kulenović par Vlado Djurovic. Ce dernier pense que le potentiel de Petrović est intéressant mais qu'il n'est pas un athlète exceptionnel au niveau de ses jambes et en termes de déplacements latéraux. Il lui recommande une série d'exercices que le joueur effectue avec entrain. À la demande du joueur, Djurovic le maintient au poste de meneur principal de l'équipe pour la saison 1982-1983.
Fort de trois saisons d'expérience dans le championnat yougoslave, Dražen Petrović a désormais le respect de ses coéquipiers et adversaires. La majorité des actions offensives de Šibenik commence par un duel entre Petrović et son défenseur. Il conclut la saison comme deuxième meilleur marqueur de points du championnat avec 25,6 unités par rencontre. Le club de Šibenik termine avec le meilleur bilan de la saison régulière avec 16 victoires et 6 défaites. Dans le même temps, Dražen Petrović guide de nouveau son équipe jusqu'à la finale de la coupe Korać, pour la deuxième année de suite, et perd de nouveau contre le CSP Limoges. Diminué par une blessure, Petrović est limité à 12 points par l’agressive défense de Limoges.
En phase finale du championnat yougoslave, Šibenik a besoin de trois matchs pour éliminer le Jugoplastika Split et l'Étoile rouge de Belgrade et atteindre la finale contre le KK Bosna. Il brille particulièrement dans le premier match contre l'Étoile rouge en inscrivant 34 points dans une victoire 91 à 88. Bosna et Šibenik remportent chacun une partie et se retrouve dans la salle de Šibenik pour le match décisif. Petrović garde son équipe à flot en marquant 14 points dans la seule première mi-temps. Il entame la deuxième mi-temps encore plus fort, dominant son adversaire direct Savit Haznic. Alors qu'il ne reste que 18 secondes à jouer, Bosna reprend l'avantage au score. Dražen Petrović a dans les mains le ballon de la gagne et rate son tir qui sort en touche. Il reste alors deux secondes à l'horloge et le meneur a une nouvelle chance. Petrović tente de nouveau sa chance et la manque. Alors que Bosna envahit le terrain, certains d'avoir remporter le championnat, l'un des deux arbitres de la rencontre, Ilija Matijevic, pressé par Petrović et ses coéquipiers, signale une faute sur le joueur. Si le contact est réel, la faute est légère. Alors que la discussion se poursuit à la table des officiels, Djurovic demande à Dražen Petrović de manquer un des deux lancers pour aller en prolongation où il pense gagner. Petrović n'écoute pas son entraîneur et réussit les deux lancers qui donnent la victoire à son club. Le lendemain, le président de la fédération yougoslave de basket-ball, Vasil Tupurkovski, annule le résultat après avoir remis la veille le trophée à Petrović et ses coéquipiers. Le match doit être rejoué sur terrain neutre mais Šibenik refuse de se déplacer sur le site de la rencontre et perd par forfait.

#### Service militaire et refus de rejoindre Notre-Dame (1983-1984)
Après avoir passé son premier été avec l'équipe nationale de Yougoslavie pour le championnat d'Europe, Dražen Petrović, âgé de 19 ans, décide d'effectuer son service militaire obligatoire dans l'armée populaire yougoslave. Il bénéficie d'un traitement particulier qui lui permet de continuer à s'entraîner. Son service comprend l'éloignement avec sa région natale, Petrović commençant son service à Pula qui se poursuit dans la capitale Belgrade.
La destination de Dražen Petrović devient incertaine à la fin de son service. Les ressources limitées et l'effectif âgé du Šibenka Šibenik ne correspondent plus au niveau du joueur international qu'est devenu Petrović. Tous les meilleurs clubs yougoslaves sont intéressés : le Partizan Belgrade avec qui Petrović s'entraîne à la fin de son service militaire, Bosna qui lui offre sa première voiture pour montrer son intérêt, et le Cibona Zagreb où joue son frère Aleksandar. L'entraîneur de l'université de Notre-Dame Digger Phelps, qui observe le joueur yougoslave depuis ses 16 ans, souhaite également le recruter en tant que deuxième arrière. Phelps courtise Dražen depuis plusieurs années à chaque tournée des sélections yougoslaves aux États-Unis.
La sélection de Dražen se réduit rapidement à deux équipes : l'université de Notre-Dame et le Cibona Zagreb de Mirko Novosel. Ce dernier, entraîneur de l'équipe championne en titre, qualifiée pour la prochaine coupe d'Europe des clubs champions, et sélectionneur national pour les Jeux olympiques d'été de 1984, met en avant le fait de jouer avec son frère Aleksandar. De son côté, Phelps se déplace en Yougoslavie pour rencontrer les parents de Petrović et leur assurer que leur fils aurait un diplôme universitaire et un travail même s'il se blesse gravement. En mai 1984, Dražen Petrović conclut son service militaire. Le 5 juin, le joueur s'engage pour quatre saisons avec le club de Zagreb pour un salaire de 1 200 dollars par mois, les droits de propriété d'un café local et la location d'un appartement. Dans les mois et les années suivants cet accord, la croyance collective est que la Fédération de Yougoslavie de basket-ball a influencé le choix final en lui offrant notamment une exemption de la règle interdisant les joueurs yougoslaves à partir en National Basketball Association avant l'âge de 28 ans,.

### Cibona Zagreb

#### Double champion d'Europe (1984-1986)
Entouré par Aleksandar avec lequel il est en permanente compétition et par son nouvel entraîneur Mirko Novosel qui lui fait confiance sur le terrain et en fait une vedette nationale en dehors, Dražen Petrović passe un cap au Cibona Zagreb. Plus rapide, plus âgé et plus fort, Petrović devient rapidement et naturellement le meneur de l'équipe de Cibona. À Zagreb, sa notoriété grandit pour le joueur talentueux, le jeune et beau garçon et l'étudiant en droit à l'université de Zagreb. Dražen inscrit 32 points par rencontre dans une domination presque totale du Cibona sur le championnat que l'équipe conclut avec seulement trois défaites en 22 rencontres.
Pour sa première saison dans la grande compétition européenne, le duo Petrović conduit le Cibona en finale en dominant deux fois en neuf jours le CSKA Moscou en demi-finale. Cette finale oppose Cibona au Real Madrid à Athènes en Grèce devant près de 15 000 spectateurs. L'équipe de Zagreb est confiante puisqu'elle a battu l'équipe madrilène déjà à deux reprises lors des phases précédentes de la compétition. Après un début de rencontre difficile, l'aide défensive espagnole pour ralentir le dribble de Dražen fonctionne alors, le marqueur yougoslave prend son rythme en deuxième mi-temps. Il inscrit 26 de ses 36 points dans la deuxième période dans le triomphe 87 à 78 de Cibona. Après avoir fêté le titre européen au Pirée, les joueurs du Cibona retournent en Yougoslavie pour jouer la demi-finale du championnat contre le Partizan. Dražen s'illustre avec 51 points dans un large succès. Qualifié pour la finale du championnat de Yougoslavie, Petrović se retrouve de nouveau dans un match décisif après un partage des deux premières victoires avec l'Étoile Rouge de Belgrade. Il y inscrit 32 points dans un net succès de Cibona qui remporte le championnat pour la deuxième saison consécutive. Le club ajoute un nouveau trophée avec la Coupe de Yougoslavie face au Jugoplastika.
La saison suivante, Petrović assied sa domination sur le basket-ball européen. Sans son frère, parti remplir ses obligations militaires à son tour, et malgré la présence limitée de son entraîneur Novosel qui laisse les rênes de l'équipe à son entraîneur assistant Željko Pavličević dans le championnat domestique, Dražen Petrović ajoute de nouveaux épisodes à sa légende. Le 5 octobre 1985, dans l'une des premières rencontres du championnat de Yougoslavie, Dražen établit un nouveau record de points marqués dans le championnat en inscrivant 112 points en réussissant 40 de ses 60 tirs tentés, dont 10 sur 20 à trois points et 22 sur 22 aux lancers francs, face au club de l’Olimpija Ljubljana, qui a dû aligner une équipe de jeunes après avoir oublié d'enregistrer les joueurs de son équipe première dans les délais,. Dans cette rencontre particulière, les supporteurs de Cibona présents dans les tribunes à moitié vides grondent lorsqu'un autre joueur de l'équipe tente un tir.
Parmi ses plus beaux exploits figure un match face au CSP Limoges : le club français mène de 16 points avec une défense en boite sur Petrović effectuée par le meneur limougeaud Gregor Beugnot. Petrović décide alors de prendre les choses en main : il arrive à déstabiliser son garde du corps, provoquant une faute disqualifiante de celui-ci puis aligne huit tirs à trois points consécutifs. Finalement, le Cibona remporte la rencontre, porté par les 51 points de son leader dont dix tirs à trois points et dix passes décisives. Indéfendable, Dražen Petrović inscrit également 49 points contre le Real Madrid, 44 points contre le Žalgiris Kaunas et contre le Maccabi Tel-Aviv ou encore 47 unités et 25 passes décisives contre le Simac Milan battu 111 à 95.
Lors du match retour contre l'équipe italienne, le meneur américain Mike D'Antoni, exilé en Europe au Simac Milan, donne une leçon à Petrović devant le dirigeant des Trail Blazers de Portland Bucky Buckwalter venu l'observer, levant les doutes sur ses capacités à réussir contre des joueurs de NBA. Buckwalter déclare aux journalistes italiens que si son talent offensif est évident, il ne joue pas assez intensément du côté défensif et que les expériences précédentes des joueurs européens en Europe comme celle du Bulgare Georgi Glouchkov ont refroidi les dirigeants. Cependant, le Cibona Zagreb atteint de nouveau la finale de la Coupe des clubs champions et est opposé au Žalgiris Kaunas d'Arvydas Sabonis. La confrontation entre les deux grands joueurs du basket-ball européen tourne à l'avantage de Petrović même s'il n'inscrit que 22 points et est gêné par les rotations sur les écrans. Sabonis commet cinq fautes lors de la première mi-temps et est exclu dans le dernier quart-temps pour un coup de poing. Le Cibona remporte son deuxième titre grâce à un succès 94 à 82. Après la rencontre, Petrović est encerclé de supporteurs et sort de la foule en brandissant le trophée avec son maillot déchiré. Le retour à Zagreb prend plusieurs jours à l'équipe qui célèbre son succès dans de nombreuses villes.
Concentré sur la phase finale du championnat yougoslave, Cibona élimine l'Étoile Rouge de Belgrade et le Partizan Belgrade pour atteindre la finale du championnat face à Zadar. Vainqueur lors de la première partie, l'équipe décide de mettre au repos Dražen Petrović et les autres cadres de l'équipe pour le deuxième match, ne prenant pas le risque d'une suspension de Petrović en cas de potentielle faute technique sifflée envers lui. Cibona s'incline et la décision des dirigeants est critiquée, notamment le manque de confiance dans les capacités du meneur à canaliser ses émotions. Dražen fait du match décisif un affrontement avec son ancien entraîneur, Vlado Djurovic, désormais sur le banc de Zadar. Provoqué par celui-ci qui demande à ses joueurs de le laisser tirer, Petrović se moque et crie en direction de Djurovic après chaque tir marqué. Dominateur, Cibona fait le spectacle et voit Zadar remonter peu à peu au score, aidé par les 30 points de Petar Popović. Zadar arrache la prolongation et gagne le titre au bout du suspense sur le score de 111 à 110, infligeant la première défaite de Dražen Petrović à domicile avec Cibona. Le club est ainsi privé de Coupe des Champions pour la saison suivante.

#### Vers un irrémédiable départ (1986-1988)
Au début de l'année 1986, le Real Madrid fait une première offre d'un quart de million de dollars pour recruter Dražen Petrović qui dit du plus grand bien du championnat espagnol de basket-ball. À la fin du mois de juin, les Trail Blazers de Portland sélectionnent le joueur yougoslave au troisième tour de la draft 1986 de la NBA avec le 60e choix. Les Celtics de Boston et les Rockets de Houston ont également déclaré un intérêt pour le joueur. Plus proche que jamais de jouer à l'étranger, Dražen entre en contact avec la Fédération de Yougoslavie de basket-ball. Il obtient de pouvoir signer où il le souhaite après les Jeux olympiques d'été de 1988 à Séoul à condition de rester encore deux saisons à Cibona, permettant à la Yougoslavie de garder son meilleur talent pour les Jeux olympiques à venir,. L'accord est l'occasion pour la fédération d'annoncer la création de la règle Petrović qui énonce qu'un joueur yougoslave peut quitter son pays s'il a joué huit saisons dans le championnat national ou s'il a 120 sélections nationales. Petrović choisit un agent espagnol, Jose Antonio Arizaga, pour négocier avec les deux principaux clubs d'Espagne, le Real Madrid et le FC Barcelone. Le joueur souhaite jouer dans ce championnat même si des équipes italiennes comme Benetton Trévise lui offrent plus d'argent.
Grâce à sa victoire en Coupe de Yougoslavie la saison précédente, le Cibona Zagreb participe à la Coupe des Coupes pour la saison 1986-1987. En octobre 1986, le Cibona se déplace à Barcelone pour y affronter le club catalan. Dražen Petrović marque 47 points contre le FC Barcelone et en profite pour déclarer que le club est le meilleur en Espagne et les médias catalans le voient déjà sous le maillot barcelonais. Dans les jours qui suivent, le président catalan appelle néanmoins l'agent Arizaga et lui explique que l'entraîneur de l'équipe, Aíto García Reneses, a des réticences sur le comportement du joueur. Arizaga se tourne alors vers le Real Madrid qui offre un contrat de quatre ans pour 900 000 dollars. Petrović se déplace à l'aéroport de Madrid pour parapher son contrat deux ans avant son entrée en vigueur,. Le vice-président du Real Madrid Raimundo Saporta déclare que le contrat profite au club et à la Yougoslavie.
En 1986, le niveau du championnat yougoslave de basket-ball s'élève fortement. Si Cibona voit le retour d'Aleksandar Petrović de son service militaire, l'équipe doit faire face au Partizan emmené par Vlade Divac et au Jugoplastika de Dino Rađa et Toni Kukoč. Cibona réalise une saison régulière parfaite avec 22 victoires sans défaite, poussée par les 37 points de moyenne de Dražen Petrović. Le meneur va jusqu'à marquer 59 points contre Bosna. En demi-finale, Cibona est battu à la surprise générale par l'Étoile rouge de Belgrade, subissant deux défaites de suite. Dražen Petrović ajoute un nouveau trophée à son palmarès avec la victoire 89 à 74 de son équipe en finale de Coupe des Coupes face au club italien du Scavolini Pesaro avec 28 points de Petrović.
La saison suivante, en 1987-1988, Dražen Petrović garde son équipe dans la course au titre en marquant de nouveau 37 points de moyenne lors de la saison régulière. Le club échoue de nouveau en demi-finale du championnat face au Partizan de Vlade Divac. Les rencontres contre le Partizan offre des duels tendus entre Petrović et Sasha Djordjevic. En Coupe Korać, il réussit son plus gros total dans un match européen avec 62 points inscrits face à Katkan. Avant son départ à l'étranger, il dispute une nouvelle finale européenne face à son futur club. Le club de Zagreb s'impose 102 à 89 à Madrid et s'incline 94 à 93 à Zagreb, rencontre au cours de laquelle Petrović marque 47 points pour remporter la finale au total des deux manches. Petrović offre également un dernier titre à son club, la coupe de Yougoslavie, grâce à une victoire 82 à 80 face au Jugosplatika Split. Après quatre saisons disputées au Cibona, Petrović rejoint le club le plus titré en Europe, le Real Madrid. En quatre années à Zagreb, il prend part à 81 matchs de championnat yougoslave avec des moyennes de 37,7 points et 50 matchs de compétitions européennes pour des moyenne 33,8 points.

### Passage éclair au Real Madrid (1988-1989)
Dražen Petrović rejoint Madrid à l'été 1988 peu avant les Jeux olympiques d'été de Séoul. Avec son contrat de quatre ans avec le Real pour un montant d'1,1 million de dollars après taxes, le joueur est attendu à un tournant de sa carrière. Le Real Madrid paie 225 000 dollars d'indemnités de transfert à son club du Cibona Zagreb, 80 000 dollars à la fédération yougoslave et offre de nombreux avantages au joueur pour obtenir son transfert : un appartement à Madrid, une voiture de luxe et encore des contrats de sponsoring dont l'un avec Reebok.
Dražen aime la ville et habite dans un appartement du quartier du centre commercial La Vaguada, dans la partie nord de la capitale où vivent de nombreux autres joueurs du club. Solitaire, isolé, il passe peu de temps avec ses camarades, limitant ses sorties et passant la plupart de son temps libre avec sa copine Renata Cajić. Une partie de cet isolement s'explique par le comportement de Petrović lors d'une rencontre entre Cibona et le Real Madrid de 1984 lors de laquelle le yougoslave a inscrit 44 points en provoquant ses adversaires et le public pendant toute la partie. Après le coup de sifflet final, Dražen et son frère Aleksandar auraient craché sur la vedette du Real Madrid, Fernando Martín. Pourtant, malgré la pression des médias, la relation entre Martin et Petrović est cordiale. Une des raisons est également la barrière linguistique même s'il apprend l'espagnol rapidement. Pour Clifford Luyk, entraîneur assistant du Real, son isolement dans l'équipe tient au fait qu'il ne soit que de passage au Real Madrid et qu'il ne s'agisse que d'une étape vers la NBA. À l'entraînement, Petrović tire de loin à la distance de la ligne NBA et non de la ligne européenne malgré l'insistance de ses entraîneurs.
En octobre, Petrović brille lors de la deuxième édition de l'Open McDonald's, tournoi de préparation à la saison NBA, lors duquel les Celtics de Boston, auréolés de multiples titres NBA, se déplacent en Europe pour y affronter l'équipe nationale yougoslave ainsi que le Real Madrid. Défendu par Dennis Johnson, Dražen provoque rapidement trois fautes du défenseur vétéran ce qui l'oblige à se diriger vers le banc et à être remplacé par Brian Shaw. Petrović inscrit 22 points contre les Celtics mais montre également qu'il lui reste une marge de progression. Larry Bird, l'autre idole de Dražen Petrović, avec son frère, fait la différence pour les Celtics en fin de rencontre.
Dans les premiers mois de compétition de la Liga ACB, Petrović s'impose comme l'un des meilleurs passeurs du championnat et affiche une impressionnante réussite aux lancers francs.
En finale de la Coupe des Coupes en 1989, le 14 mars 1989, le Real Madrid est opposé au club italien de Caserte. Motivé par la confrontation contre son adversaire le Brésilien Oscar Schmidt, Petrović inscrit 62 points dans la victoire 117 à 113 de son équipe en prolongation,,. Schmidt se contente de 44 points, ce match est considéré par beaucoup comme le meilleur match s'étant jamais déroulé sur le sol européen. Dans le vestiaire, l'ambiance n'est pourtant pas à la fête, le meneur est jugé comme trop individualiste par ses coéquipiers. De plus, l'effort de Fernando Martín, qui joue la rencontre malgré un pouce droit cassé, est passé sous silence du fait de sa prestation.
La saison régulière du championnat espagnol de Petrović répond aux attentes placées en lui. Il termine meilleur marqueur de l'équipe avec 28 points par rencontre avec une adresse aux tirs de 54 %, l'équipe concluant la phase régulière avec 29 victoires et 7 défaites. En finale du championnat, le Real retrouve le FC Barcelone. L'historique des négociations entre le joueur et les deux clubs reviennent dans la presse espagnole. L'entraîneur du Barça Aíto García Reneses augmente la pression en déclarant aux journalistes que Petrović est protégé par les arbitres. Barcelone domine et remporte la première manche de la série de plus de vingt points. Indisponible pour une blessure au dos, Martín est de retour pour la deuxième partie et change l'état d'esprit de l'équipe. Petrović marque 37 points dans une victoire du Real lors du deuxième match de la série. Après une nouvelle défaite, Petrović sauve son équipe lors du quatrième match en inscrivant huit tirs à trois points et 42 points dans l'une de ses plus belles performances sous le maillot du Real Madrid. Le match décisif est perturbé par un arbitrage controversé. Tous les titulaires du Real sont expulsés tour à tour, Fernando Martín le premier, Petrović ensuite sort alors qu'il n'a inscrit que 14 points,. Contre un Real réduit à quatre hommes en fin de match, Barcelone remporte le match et le titre de champion. La controverse est alimentée par l'identité de l'arbitre qui siffle les fautes de Petrović et est sévère avec le Real, Juan Jose Neyro. Ce dernier a déjà expulsé Petrović en cours de saison contre Joventut et a un contentieux avec le Yougoslave depuis un match amical entre le Cibona Zagreb et le Real Madrid en 1986. Petrović a été expulsé dans cette rencontre alors qu'il demande une faute à l'arbitre. Selon l'un des commentateurs de la rencontre, le joueur aurait craché sur l'arbitre. Après une fin de saison difficile, Petrović, qui dispose encore trois années de contrat à Madrid, décide qu'il est temps pour lui de rejoindre la NBA.

### Carrière en NBA

#### Recrutement litigieux (1989)
Les Trail Blazers de Portland détiennent les droits de Dražen Petrović depuis qu'ils l'ont sélectionné au troisième tour en 1986. Le dirigeant de la franchise Bucky Buckwalter a compilé les sélections des meilleurs joueurs européens de l'équipe comme Petrović ou Arvydas Sabonis. Buckwalter a débauché Kenny Grant, un entraîneur américain vivant en Europe, afin qu'il suive la motivation et l'évolution de ses joueurs européens. Buckwalter fait de nombreux déplacements lui-même pour superviser le meneur yougoslave, notamment lors des compétitions internationales.
À l'été 1989, le moment semble idéal pour Petrović de rejoindre les Trail Blazers. Buckwalter fait le déplacement pour rencontrer Petrović à Zagreb lors du championnat d'Europe de basket-ball 1989 pour lui demander de nouveau de venir jouer aux États-Unis . Quelques mois plus tôt, la fédération internationale de basket-ball a autorisé les joueurs professionnels à jouer les Jeux olympiques, permettant à Petrović de jouer en NBA sans rater les Jeux olympiques d'été de 1992. Dražen Petrović annonce officiellement que son nouvel agent est Warren LeGarie, démontrant son envie de rejoindre la National Basketball Association (NBA). Les deux hommes se sont rencontrés pendant la saison alors que LeGarie est le représentant de Johnny Rogers, un autre joueur du Real.
Le propriétaire de la franchise de Portland, Paul Allen, commence le recrutement de Petrović bien qu'il soit encore sous contrat avec le Real. Son avocat, Allen Israel, obtient une copie du contrat du joueur dans lequel il a le droit de racheter son contrat pour la somme de 200 000 dollars par année restante mais reçoit un document du Real attestant qu'il n'y a pas de telle clause dans le contrat du joueur, créant un incident,. En effet, en février 1989, le commissaire de la NBA David Stern et le président de la fédération espagnole de basket-ball Eduardo Portela ont signé une convention interdisant aux équipes de chaque ligue de recruter ou tenter de recruter un joueur sous contrat dans l'autre championnat. Une bataille judiciaire s'ensuit et les deux équipes se battent pour le joueur yougoslave.
Après la saison, Petrović a limité ses relations avec les membres du Real Madrid. L'entraîneur du Real, Lolo Sainz, s'est lui aussi déplacé à Zagreb pour voir Dražen mais le retour du joueur, fixé sur l'objectif d'entrer en NBA, le décourage. Le président du Real Madrid Ramón Mendoza demande alors à rencontrer le joueur à Madrid et à la sortie de l'entrevue, déclare que le joueur ne va pas partir et qu'il va respecter le contrat de quatre saisons qu'il a signé,.
Quelques jours plus tard, un juge de l'Oregon saisi par le représentant légal de Petrović aux États-Unis juge temporairement que le joueur peut négocier un contrat avec Portland en attente de sa décision finale. Portland envoie son directeur du personnel Brad Greenberg pour soutenir Petrović au début de la saison espagnole qui débute.
Après que la franchise américaine a augmenté son offre financière pour un contrat de 4,4 millions de dollars sur trois saisons, Petrović quitte l'Espagne et part s'installer dans l'Oregon avant le verdict judiciaire. Les parties entamant alors des négociations pour compenser les trois années de contrat restantes au joueur yougoslave. Pour conclure le transfert et rompre le contrat signé par le joueur avec le Real Madrid, les parties trouvent un accord obligeant Petrović et les Trail Blazers à payer 1,2 million de dollars au club espagnol qui doit avoir la priorité en cas de retour du joueur en Europe.

#### Un débutant international en finales NBA (1989-1990)
Sa préparation à la saison 1989-1990 est compromise par une opération dorsale qui lui fait manquer toutes les rencontres de pré-saison,,. L'entraîneur des Blazers Rick Adelman, privilégie les joueurs en place Clyde Drexler et Terry Porter, et accorde peu de temps de jeu au joueur européen. En concurrence avec un autre débutant, Byron Irvin, Petrović domine son jeune rival à partir du mois de décembre pour le poste de remplaçant au poste d'arrière,,. Alors qu'il a été le créateur de son équipe tout au long de sa carrière européenne, Petrović doit s'adapter pour devenir un tireur à longue distance qui oblige les défenseurs à sortir et ouvrir des espaces à ses coéquipiers. Sans le ballon en main, Dražen doit se réinventer en trouvant des façons d'être libre de tout marquage en utilisant les écrans. Il réussit à marquer 14 points contre les Rockets de Houston. Son temps de jeu augmente tout au long de la saison régulière et lorsque Drexler manque plusieurs rencontres consécutives en février, Petrović marque 22 points contre les Hornets de Charlotte puis 15 contre les Cavaliers de Cleveland et les Pacers de l'Indiana. Dans la deuxième partie de la saison, il est un remplaçant efficace et il optimise au mieux son temps de jeu pour établir une moyenne de 7,6 points par match sur la saison et terminer avec le troisième pourcentage de la ligue pour le tir à trois points avec 46 % derrière Steve Kerr et Craig Hodges,. Portland termine la saison avec 59 victoires, battant le record de la franchise, pour se qualifier pour la phase finale.
Au premier tour des séries éliminatoires, Petrović inscrit 14 points dont 12 dans le deuxième quart-temps lors de la deuxième manche contre les Mavericks de Dallas. Les Blazers s'imposent aisément dans la série pour retrouver les Spurs de San Antonio au tour suivant. Dans la cinquième partie de la série, Clyde Drexler est expulsé, donnant du temps de jeu à Dražen Petrović. Dans la dernière minute de la seconde prolongation, le Yougoslave feinte un tir à trois points et marque à deux points pour donner un avantage décisif à son équipe. De nouveau utilisé lors du match 7, Petrović inscrit 5 points en 7 minutes dans la victoire de son équipe. En finale de la conférence Ouest, Portland affronte les Suns de Phoenix. Dans la première partie de la série, Petrović est offensivement agressif pour compiler 11 points, tous dans le deuxième quart-temps. Le Yougoslave a de nouveau un rôle important dans la sixième rencontre, marquant 7 points en deux minutes dans le dernier quart-temps pour remettre l'équipe à égalité au score. Portland gagne la partie, faisant de Dražen Petrović le premier joueur européen à participer aux Finales NBA.
Les finales de la NBA opposent l'équipe des Trail Blazers de Portland aux Pistons de Détroit. Face aux talentueux et physiquement attaquants que sont Isiah Thomas, Vinnie Johnson et surtout Joe Dumars, Dražen Petrović rencontre des difficultés en défense. Dès la première rencontre, trois fautes sont sifflées contre lui en seulement quatre minutes. Il ne trouve pas de solution sur les deux matchs suivants et est sorti de la rotation par Rick Adelman qui lui préfère Danny Young. Les Trail Blazers s'inclinent dans la série sur le score de quatre rencontres à une.

#### La frustration du banc de touche des Blazers (1990-1991)
Après avoir vu leurs remplaçants être dominés en finales par ceux des Pistons de Détroit, les dirigeants de Portland souhaitent se renforcer. Ils cherchent à obtenir Danny Ainge, qui n'est pas satisfait de sa situation aux Kings de Sacramento, et l'obtiennent en échange de Byron Irvin et deux choix de draft. L’arrivée de Danny Ainge au début de la saison 1990-1991 ne place Petrović qu'au cinquième rang sur les postes arrière, l’entraîneur lui préférant également le vétéran Danny Young pour sa défense. Bien qu'il soit respecté dans le vestiaire de Portland pour son travail à l'entraînement, Adelman souhaite limiter sa présence sur les parquets en même temps que Danny Ainge de peur que les équipes adverses exploitent leurs lacunes défensives. Le 11 novembre, Petrović ne joue que neuf minutes dans une large victoire des Blazers contre les Clippers de Los Angeles. Après la rencontre, Petrović appelle son agent LeGarie pour discuter de sa situation. Le lendemain, il contacte Geoff Petrie, vice-président des opérations basket-ball de la franchise, pour lui demander son transfert. Le dirigeant refuse, lui indiquant qu'il aurait sa chance si l'un des titulaires se blesse et que seule la franchise décide de transférer ou non un joueur. Le 13 novembre, les Blazers accueillent et battent facilement les Nuggets de Denver de 26 points et Petrović ne joue que les deux dernières minutes de la partie. À l'entraînement le matin suivant, le joueur européen exprime son mécontentement à un journaliste local : « Je veux être échangé. Je suis le douzième homme de l'effectif et je ne mérite pas cela. Je ne dis pas que je suis meilleur que Clyde Drexler, Terry Porter ou Danny Ainge. Je ne veux pas rester ici parce que je n'ai pas ma chance » puis annonce que si sa requête d'échange n'est pas entendue, il partira en Yougoslavie à la fin du mois de novembre. Cette menace lui vaut une amende de 500 $ pour « commentaires désobligeants vis-à-vis de son équipe »,,.
Le statut de Petrović ne change pas en décembre et janvier, il ne participe qu'en dernière rotation, lorsque les matchs sont décidés. Adelman ne lui octroie que 7,4 minutes de moyenne dans 18 des 30 rencontres jouées par la franchise. En janvier 1991, les Trail Blazers de Portland trouvent un échange à trois équipes pour Dražen Petrović avec les Nets du New Jersey et les Nuggets de Denver. Petrović prend la direction des Nets, Walter Davis arrivant à Portland en monnaie d'échange. Ce départ met fin à la relation particulière nouée entre Petrović et les supporteurs de Portland, de sa sélection en 1986 et le suivi de ses performances européennes et internationales à distance à l'explosion du joueur depuis le banc lors de sa première saison en NBA.

#### Renouveau aux Nets du New Jersey (1991)
En janvier 1991, Dražen Petrović rejoint les Nets du New Jersey. L'entraîneur principal de l'équipe Bill Fitch partage avec Petrović le même agent, Warren LeGarie, qui a dit le plus grand bien de l'éthique professionnelle de son arrière étranger. En manque de rythme et poussé par Fitch, marine de formation et entraîneur réputé dur, les premières semaines du Yougoslave aux Nets sont difficiles,. Les Nets sont alors l'une des équipes les moins victorieuses de la ligue, même s'ils ont eu l'occasion de sélectionner de jeunes joueurs talentueux comme Mookie Blaylock et Derrick Coleman. Reggie Theus est titulaire à la mène et Petrović sort du banc. La période est difficile pour Petrović qui perd sa compagne après cinq années de vie commune et fait face à distance aux événements historiques ayant lieu en Yougoslavie. La voiture qu'il a remportée avec le titre de joueur européen de l'année a été volée, créant le sentiment que sa famille est en danger.
Au cours de la deuxième partie de la saison 1990-1991, Dražen Petrović se rapproche de deux entraîneurs assistants, Tom Newell et Rick Carlisle. Il fait part de ses difficultés à Newell qui le rassure en lui indiquant que les entraîneurs le poussent pour qu'il soit prêt à prendre la succession de Theus lors de la saison suivante. Sur les parquets, Petrović voit également des signes d'espoir. En février, il bat son record de points en carrière NBA avec 27 unités contre les Bullets de Washington. Dans le même temps, il s'intègre rapidement dans la communauté croate de New York.
Pendant l'été 1991, l'encadrement des Nets demande à Petrović de rester dans le New Jersey pour développer sa force physique et lui assigne l'entraîneur physique de l'équipe Rich Dalatri. Après avoir passé six semaines à Zagreb, Petrović revient aux États-Unis pour s'entraîner. Toujours adepte des méthodes de Dragan Milanovic qu'il suit depuis sa période à Cibona, il change de programme sous la houlette de Dalatri. Ce dernier lui explique qu'il travaille les mauvais muscles et qu'il doit s'entraîner à devenir plus dynamique et rapide pour réussir en NBA. Pour la première fois de sa carrière, Petrović développe le haut de son corps en levant des haltères et réalise de longs entraînements de cinq heures,. Sa transformation physique est rapide et visible. Il utilise un week-end de repos pour aller prendre des nouvelles de sa famille en Croatie.

#### Vedette du New Jersey (1991-1992)
Le début de la saison 1991-1992 est difficile pour les Nets du New Jersey. Sans Kenny Anderson qui n'a pas signé son contrat de débutant et Derrick Coleman, blessé au dos et à la cheville, l'équipe enchaîne les défaites. Dražen Petrović est titulaire après le départ de Reggie Theus pour le club italien Ranger Varese. Le Croate est le meneur de l'équipe, marquant plus de 20 points par rencontre, et jusqu'à 32 points contre les Hornets de Charlotte dans une victoire. Il est le premier européen à obtenir ce rôle dans une franchise américaine. L'Allemand Detlef Schrempf est très bon avec les Pacers de l'Indiana mais ayant passé une grande partie de son parcours aux États-Unis, il n'est pas vraiment considéré comme un joueur du système européen. Le Serbe Vlade Divac aux Lakers de Los Angeles, le Lituanien Šarūnas Marčiulionis aux Warriors de Golden State et l'Ukrainien Sasha Volkov aux Hawks d'Atlanta se sont également imposés dans leur équipe mais ne sont pas les vedettes de leur équipe,.
Pour sa première saison complète avec les Nets, il ne manque aucun match, commençant les 82 rencontres de la phase régulière dans le cinq de départ. Dans une saison marquée par des séries de défaites et des séries de victoires, Petrović conclut la saison régulière avec une moyenne de 20,6 points par match. Défensivement, il s'améliore également, réussissant à contenir Reggie Miller à seulement un point marqué dans une rencontre cruciale pour la course à la phase finale. Il marque 39 points contre les Celtics de Boston du Big Three Larry Bird-Kevin McHale-Robert Parish en mars dans une victoire 110 à 108. Plus en confiance, il redevient un joueur provoquant qui abuse des échanges verbaux. Les Nets enchaînent les victoires en mars et passent devant les Hawks d'Atlanta qui ont perdu Dominique Wilkins sur blessure et les Sixers de Philadelphie où Charles Barkley n'est pas heureux de sa situation pour se qualifier en phase finale.
Au premier tour des séries éliminatoires, les Nets rencontrent les Cavaliers de Cleveland, qui ont terminé la saison régulière avec le deuxième meilleur bilan de la conférence Est, derrière les Bulls de Chicago de Michael Jordan. Dražen Petrović utilise les commentaires médiatiques rappelant ses difficultés en phase finale sous le maillot des Blazers pour se motiver pour la première rencontre de la série. Les Cavs placent Steve Kerr pour défendre sur lui mais il est rapidement dépassé. Petrović inscrit 24 points dans la première mi-temps, en ajoute 14 dans le dernier quart-temps mais sa performance ne suffit pas à arracher la victoire à l'extérieur. Petrović termine avec 40 points et bat le record de la franchise des Nets pour le plus grand nombre de points marqués en match de phase finale,. La deuxième rencontre de la série est différente, les Cavs dominent aisément les Nets, le Croate inscrivant tout de même 23 points. Pour la première rencontre éliminatoire jouée à Meadowlands, Petrović prend en main la partie dans les dernières minutes. Il pousse John Battle (en) à la faute, expulsé pour un coup de poing. Alors que Kerr est de retour en défense sur lui, Dražen Petrović marque à deux points pour donner l'avantage à son équipe. Il scelle la victoire de son équipe sur un tir à trois points, l'un des moments les plus iconiques de la franchise des Nets. Petrović est ralenti et frustré par Craig Ehlo dans la quatrième manche limitant son adversaire à 14 points à 6 tirs réussis sur 14, remportée par Cleveland, éliminant ainsi les Nets.

#### Confirmation (1992-1993)
À la fin de la saison 1991-1992, Bill Fitch démissionne et est remplacé par Chuck Daly, entraîneur de la Dream Team des Jeux olympiques d'été de 1992. Il retrouve Petrović en finale des Jeux et observe les performances du Croate. Fatigué de son été, son début de saison est difficile. Dès octobre 1992, Petrović annonce avoir de nombreuses offres de clubs européens pour continuer sa carrière ailleurs après la fin de sa dernière année de contrat. Bien que l'équipe enchaîne les victoires et que le joueur croate confirme son talent, il annonce douter de jouer une saison supplémentaire avec les Nets.
En novembre 1992, Dražen Petrović inscrit 34 points dans une victoire contre les Spurs de San Antonio en prolongation. Il égalise d'un tir à la dernière seconde et célèbre de manière mémorable sa performance en tapant dans la main des supporteurs du premier rang. Le lendemain, il marque de nouveau 29 points dans la victoire contre le Heat de Miami et est désigné meilleur joueur de la semaine en NBA.
Meneur offensif des Nets, Petrović poursuit sa belle saison 1992-1993 en marquant 24 points par rencontre en décembre. Le 24 janvier 1993, il établit son record en NBA avec 44 points inscrits lors d'une rencontre face aux Rockets de Houston, à 17 sur 23 aux tirs, enflammant le Byrne Meadowlands Arena dans le quatrième quart-temps avec 25 points dans cette seule période,,. Il marque de nouveau 35 unités contre les SuperSonics de Seattle début février et est candidat pour devenir le premier européen à être sélectionné au All-Star Game,.
Sa non-sélection lors du NBA All-Star Game 1993 est une importante nouvelle déception pour Petrović. Il est en effet le seul joueur figurant parmi les quinze meilleurs marqueurs de la ligue à être absent de ce rendez-vous. Il ne termine que huitième à son poste au vote des supporteurs et les entraîneurs ne le choisissent pas, ni aucun autre joueur des Nets malgré la quatrième place de l'équipe au classement. L'équipe du New Jersey propose un contrat de cinq saisons avec un salaire annuel de 3 millions de dollars à son ailier mais celui-ci le refuse car il ne souhaite pas signer plus de quatre ans.
Après la blessure mettant un terme à la saison de Kenny Anderson, Petrović enchaîne les performances de haut niveau en mars. Le 22 mars, lors d'une défaite contre les Bullets de Washington, Petrović se fait une entorse au genou gauche qui lui fait manquer 12 rencontres de saison régulière,,. En son absence, les Nets enchaînent les défaites. De retour le 14 avril, il manque de synchronisation dans sa gestuelle de tir,. Toujours handicapé par sa blessure pour les dernières rencontres, le Croate n'est pas en condition optimale en fin de saison. Petrović conclut la saison régulière avec une moyenne de 22,3 points par match avec une réussite de 45 % aux tirs à trois points. L'ailier a confirmé qu'il est l'un des meilleurs joueurs à son poste et est retenu dans la troisième meilleure équipe de la saison de NBA.
Qualifié pour les séries éliminatoires, les Nets échouent de nouveau lors du premier tour face aux Cavaliers de Cleveland. En manque de rythme et limité par son genou, le Croate arrive tout de même à inscrire 21 points dans le deuxième match de la série et 19 points dans la quatrième rencontre dans les deux succès des Nets. Mais physiquement épuisé, alors que Chuck Daly le contraint à un fort temps de jeu, il est limité à 17 points à 6 tirs sur 14 et commet sept pertes de balles dans la troisième manche, puis dans le match décisif il ne peut réussir que 11 points à 4 tirs sur 10. Les Nets s'inclinent trois manches à deux. Petrović déclare juste après la défaite dans la manche décisive qu'il « a prouvé tout ce qu'il avait à prouver en NBA », qu'il ne reviendra pas aux Nets la saison suivante et qu'il jouerait en Europe.
Pionnier européen dans la ligue américaine, Petrović est cible d'insultes de joueurs comme Chris Morris ou Derrick Coleman, de joutes verbales comme avec John Starks qui insinue qu'il est complice de l'attentat du World Trade Center en 1993 et de combats physiques pour punir son égo,. La non-reconnaissance de son talent par le monde de la NBA et la lenteur des négociations de son nouveau contrat avec les Nets le font réfléchir sur la suite à donner à sa carrière à la fin de la saison 1992-1993,. Le retour en Europe le tente, de grands clubs européens étant prêts à financer son retour. Le Mozart du basket-ball a reçu de nombreuses offres européennes pour la saison suivante : le Real Madrid, le FC Barcelone, le Benetton Trévise, Olympiakós, le Panathinaïkos et l'Aris Salonique se sont positionnés auprès de son agent. S'il souhaite rester jouer en NBA, la tentation de rejoindre ses compatriotes Stojko Vranković et Željko Pavličević au Panathinaïkos est grande.

### Carrière internationale

#### Yougoslavie
En novembre 1981, Dražen Petrović est mis à l'essai au niveau international lors d'une tournée américaine contre des équipes universitaires avec le maillot de l'équipe de Yougoslavie de basket-ball. Il est sélectionné officiellement pour sa première compétition internationale en 1983 lors du championnat d'Europe. La composition de l'équipe est alors effectuée par la fédération yougoslave de basket-ball et son président Boris Kristančić après avoir entendu les avis des entraîneurs et officiels lors d'une réunion annuelle. Dražen Petrović arrive dans une équipe yougoslave au sommet, emmenée par Krešimir Ćosić et Dragan Kicanović, championne du monde 1978 et championne olympique en titre. En 1983, les deux joueurs sont en fin de carrière mais titulaires. Kicanović se blesse pendant la compétition, donnant à Petrović l'occasion de commencer les deux dernières rencontres du tournoi pour les places de classement.
Mirko Novosel mène alors l'équipe à la médaille de bronze aux Jeux olympiques d'été de 1984 puis Ćosić devient l'entraîneur national. En reconstruction, l'équipe est en difficulté et termine à la septième place du championnat d'Europe 1985 bien que Dražen Petrović termine meilleur marqueur du tournoi. Pour le championnat du monde de 1986, l'équipe yougoslave doit faire face à la retraite de Dragan Kicanović mais reçoit le renfort du jeune pivot Vlade Divac, âgé de 18 ans. Au deuxième tour du championnat du monde, Petrović est parfaitement défendu par Tyrone Bogues qui le limite à seulement 12 points marqués — aucun en deuxième mi-temps — de par son intensité et la position de sa tête au niveau de la poitrine du meneur yougoslave,. La sélection yougoslave termine deuxième du deuxième tour mais elle est battue 90 à 91 en demi-finale par l'Union soviétique, qui seront vaincus en finale par les États-Unis. Les Yougoslaves remportent le bronze face aux Brésiliens. Dražen Petrović (25,2 points, quatrième moyenne du tournoi) est désigné meilleur joueur du tournoi.
Dominée par la Grèce en phase de poule et en demi-finale de l'EuroBasket 1987, l'équipe de Ćosić déçoit. Cinq jours après la compétition, et malgré la médaille de bronze obtenue, l'entraîneur démissionne. Dušan Ivković lui succède et donne les clefs de l'équipe aux jeunes en vue des Jeux olympiques d'été de 1988. Dražen Petrović est le meneur offensif et le meilleur marqueur de l'équipe. Lors du tournoi de basket-ball des Jeux, la Yougoslavie atteint la finale contre l'Union soviétique d'Arvydas Sabonis et s'incline.
Le championnat d'Europe de basket-ball 1989 est particulier pour Dražen Petrović et ses compatriotes. La compétition a lieu à domicile, à Zagreb, en Yougoslavie. L'équipe nationale montre tout le potentiel montré par alternance les années précédentes. Dražen Petrović réalise le meilleur tournoi international de sa carrière. Chef d'orchestre de son équipe, Mozart livre des partitions parfaites contre la Grèce et la Bulgarie. Mis au repos contre la France, il entre en deuxième mi-temps alors que son équipe est en difficulté pour inverser la tendance. Petro inscrit 30 points dans la seule seconde mi-temps. Petrović et Divac, l'équipe comprend des nombreux bons joueurs de grande taille comme Dino Rađa, Toni Kukoč et Žarko Paspalj. Dominante, l'équipe écrase l'Italie 97 à 80 puis la Grèce, victorieuse de l'URSS en demi-finale, 98 à 77 pour devenir championne d'Europe. Petrović s'illustre avec 28 points avec seulement trois tirs ratés et 12 passes décisives dans une finale historique
En quart de finale des championnats du monde 1990, Dražen Petrović inscrit 27 points contre le Brésil avec notamment quatre paniers à trois points de suite en trois minutes. En demi-finale, il mène son équipe nationale à la victoire 99 à 91 contre les États-Unis en inscrivant 31 points en autant de minutes bien qu'il se soigne d'une grippe,. En finale, l'arrière marque 18 points dans le large succès de son équipe 92 à 75 contre une Union soviétique privée de ses vedettes lituaniennes à la suite de la proclamation d'indépendance de la Lituanie quelques mois auparavant. Lors de la célébration du titre, Vlade Divac prend et jette un drapeau croate brandi par un indépendantiste sur le terrain alors qu'il célèbre la victoire avec Petrović et Kukoč. Cet incident tend les relations entre les joueurs de l'équipe yougoslave, notamment avec Petrović et Stojko Vranković même si ce dernier n'est pas présent en Argentine,. Alors que les tensions politiques grandissent, Petrović et Vranković ne font pas partie de l'équipe de Yougoslavie qui remporte le championnat d'Europe de basket-ball 1991 à Rome. Les deux joueurs ont décidé de ne pas y participer connaissant les tensions entre les Croates et les Serbes en Yougoslavie.

#### Croatie

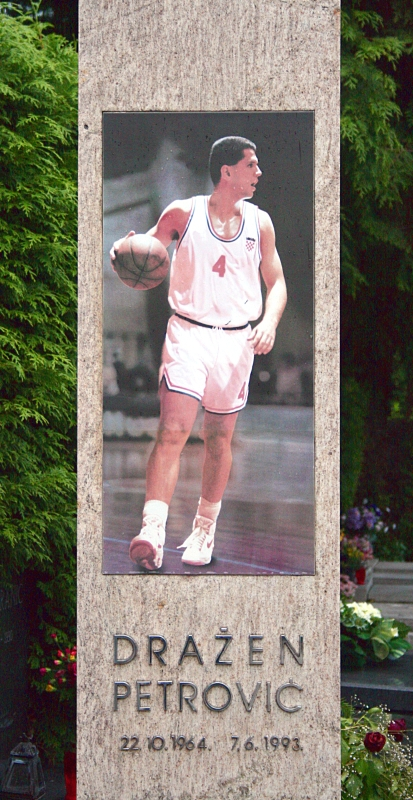
La tombe de Dražen Petrović avec une photographie du joueur ballon en main sous le maillot de la Croatie.

À la suite du référendum sur l'indépendance de la Croatie en mai 1991, la Croatie déclare son indépendance et par conséquent sa séparation de la Yougoslavie. La Guerre de Croatie fait rage depuis plusieurs mois mais les combats s'intensifient après cette déclaration. La ville natale de Petrović où vit sa famille, Šibenik, est attaquée par des Serbes. Dražen suit les événements depuis les États-Unis en regardant en continu CNN à la télévision et en contactant ses camarades croates comme Stojko Vranković qui joue aux Celtics de Boston et capte depuis Boston une émission de radio croate suivant l'évolution de la situation ou Mario Miočić, un ami croate vivant à New York ayant choisi de déménager sa famille en Allemagne. Ensemble, ils protestent devant le siège des Nations unies de New York en août 1991 avec Goran Ivanišević, qui joue alors l'US Open de tennis.
L'équipe de Croatie de basket-ball est créée et Dražen Petrović est naturellement le premier capitaine de la sélection. En décembre, la Croatie demande son admission à la Fédération internationale de basket-ball afin de pouvoir participer aux Jeux olympiques d'été de 1992. Pour Petrović, cela marque également la séparation avec son ancien ami Vlade Divac, Serbe, avec qui se créé une animosité. En amont des Jeux olympiques, Divac déclare à un média espagnol qu'il ne peut commenter les performances de Petrović et de ses coéquipiers qui jouent pour un pays qui n'existe pas. Lors de la saison NBA 1992-1993, les deux joueurs ne se serrent pas la main et s'évitent avant les rencontres opposant les Lakers de Los Angeles aux Nets du New Jersey. Pendant une des rencontres, Divac piétine le pied de Petrović alors qu'il est au sol, mettant définitivement fin à l'amitié entre les deux joueurs.
Au début de l'été de l'année 1992, l'équipe croate se réunit à Slovenske Konjice au nord-est de la Slovénie pour préparer le tournoi qualificatif aux Jeux olympiques de Saragosse. À la fin des premiers entraînements de l'entraîneur national Petar Skansi, Dražen Petrović se plaint du manque d'intensité et loue un vélo pour grimper un col à proximité de la salle d'entraînement. Rejoint jour après jour par de plus en plus de coéquipiers, Petrović est le meneur de son équipe. Il retrouve la créativité et l'inspiration offensive qui l'a rendu célèbre en Europe. L'équipe termine deuxième du tournoi de qualification, battue par la Lituanie mais se qualifie pour les Jeux. Petrović inscrit tout de même 30 points contre les Lituaniens, provoquant continuellement pour obtenir 17 lancers francs.
Au premier tour du tournoi masculin de basket-ball des Jeux olympiques d'été de 1992, Dražen Petrović mène son équipe à la victoire contre toutes les équipes de leur groupe sauf la Dream Team, l'une des meilleures équipes de basket-ball jamais réunie. Pour la première rencontre olympique de l'équipe croate, Petrović inscrit 22 points contre le Brésil. Face aux États-Unis, les Croates tentent de faire de la résistance mais Toni Kukoč, ciblé par Scottie Pippen et Michael Jordan, peine à faire face à la pression américaine, ce qui limite l'attaque croate. En fin de première mi-temps, Dražen marque à trois points puis intercepte une passe de Michael Jordan et marque de nouveau de loin sur Larry Bird. Cependant, il fait sa quatrième faute en début de deuxième mi-temps et est sorti par Skansi une large partie de la rencontre pour terminer avec 19 points inscrits dans ce premier duel international contre Jordan.
Petrović est mis au repos pour la rencontre contre l'Angola. En quart de finale, les Yougoslaves battent l'Australie et ont l'occasion de remporter une médaille en gagnant la demi-finale contre l'équipe unifiée de basket-ball, étiquette officielle de l'Union soviétique pendant cette compétition. Emportés par l'enjeu de la rencontre, les Croates sont rapidement menés de neuf points. Petrović est défendu par Igors Miglinieks qui le contrôle et limite son apporte offensif par sa défense physique. Au retour des vestiaires, il répond en provoquant son défenseur et en marquant 10 points. Sur la dernière possession offensive de son équipe, alors menée d'un point, Petrović prend la balle et file vers le panier, attirant trois défenseurs et la faute. Il ne manque pas ses deux lancers francs et offre la victoire à son pays. Petrović attrape un drapeau croate dans les tribunes et célèbre cet exploit avec ses coéquipiers sur le parquet.
En finale du tournoi, les Croates retrouvent de nouveau la Dream Team. Dražen et ses coéquipiers s'accrochent dans la première mi-temps et ne sont menés que de sept points à la mi-temps. Au retour des vestiaires, les vedettes américaines accélèrent et font l'écart. Les Croates s'inclinent sur le score de 117 à 85, une défaite de 32 points qui est la plus petite marge de victoire des États-Unis dans ce tournoi,. Petrović termine meilleur marqueur de cette rencontre historique avec 24 points marqués.
Lors du tournoi qualificatif au championnat d'Europe de basket-ball se déroulant à Varsovie en juin 1993, l'équipe de Croatie enchaîne les matchs et les succès. Touché au genou, Petrović souhaite malgré tout jouer pour sa sélection nationale. Pour son neuvième match en onze jours, la sélection croate est opposée à l'équipe slovène le 6 juin. Fatigués, les Croates s'inclinent 94 à 90 malgré les 30 points de Dražen Petrović. Ce dernier se dispute avec Dino Rađa en fin de rencontre. Au lendemain de cette rencontre, l'équipe nationale quitte la Pologne en avion, faisant escale à Francfort avant de rejoindre Zagreb.

### Décès tragique
Le 7 juin 1993, Dražen Petrović décide de ne pas rentrer avec les autres membres de l'Équipe de Croatie du tournoi de qualification en Pologne. Il retrouve une jeune femme, Klara Szalantzy, joueuse de basket-ball internationale et mannequin hongroise, à l'extérieur de l'aéroport de Francfort où l'équipe croate fait escale pour rejoindre Zagreb. Petrović a rencontré Szalantzy quelques mois auparavant à New York et a convenu qu'il la reverrait en Europe pour envisager une potentielle relation amoureuse. Ils sont accompagnés d'une troisième personne, Hilal Edebal, amie de Szalantzy et joueuse de basket-ball turque.
Szalantzy conduit sa voiture, une Golf, sur l'autoroute en direction de Munich, où ils ont réservé une chambre d'hôtel pour la nuit. Affecté par la défaite de la veille, Petrović a peu dormi et est fatigué. Le joueur de 28 ans dort la tête posée contre la vitre et ne porte pas de ceinture de sécurité.
Sur le trajet, un orage s'abat sur la chaussée, qui s'humidifie peu à peu, réduisant la visibilité. Peu avant 5 h 20, le conducteur d'un camion néerlandais roulant en sens contraire perd le contrôle de son véhicule en tentant d'éviter une voiture partie en aquaplanage et traverse la chaussée. La Golf de Szalantzy, lancée à 180 km/h sur une portion de l'autoroute sans limitation de vitesse, ne peut éviter l'impact avec le camion en travers sur les trois voies. Lorsque Klara Szalantzy freine, elle perd le contrôle de sa voiture qui part vers la rambarde de sécurité avant de frapper violemment le camion du côté passager où se trouve Dražen Petrović. Ce dernier meurt instantanément sans voir la collision arriver,,. Szalantzy et Edebal survivent à l'accident, avec des blessures importantes,. Assise à l'arrière de la voiture sans ceinture, Edebal a une hanche cassée, un bras cassé et des dommages cérébraux dont une perte totale de la mémoire et ne peut poursuivre sa carrière sportive.

« S'il avait survécu, je ne sais pas ce qu'aurait été sa vie. Lorsque vous voyez la voiture, vous savez qu'il n'aurait pas pu rejouer au basket-ball. Et je ne sais pas s'il aurait pu supporter de ne pas jouer au basket-ball »

— Hilal Edebal au New York Daily News en 2011.
L'information du décès de Petrović traverse l'Atlantique rapidement et choque les acteurs du basket-ball. En visite officielle en Chine, le président croate Franjo Tudjman déclare que « Petrović, légende de notre pays, représente notre effort pour faire partie des meilleurs ». Ce dernier assiste à la procession et à l'enterrement de Petrović le 11 juin. Le commissaire de la NBA David Stern salue la mémoire de la star croate « Dražen Petrović était un jeune-homme extraordinaire, et un réel pionnier pour le basket. Une partie durable de son héritage est d'avoir ouvert la voie vers la NBA à d'autres joueurs européens. Ses contributions pour le basket ont été énormes. Nous sommes tous fier de l'avoir connu. » Michael Jordan rend hommage à son adversaire : « C'était un plaisir de jouer contre Dražen à chaque fois que l'on s'affrontait. Il a toujours été très agressif et jouait aussi dur que moi. Nous avons eu de belles batailles tous les deux, mais malheureusement ces batailles furent trop courtes. » Jeune joueur de Šibenik, Miro Jurić déclare qu'aucune grenade n'a autant choqué la ville que le soudain décès de Dražen. Stojko Vranković, ancien joueur des Celtics de Boston et meilleur ami de Petrović, porte le cercueil. Pris d'émotion, il est soutenu par Dino Rađa. Le manager général des Nets du New Jersey Willis Reed fait le voyage à Zagreb pour assister à la cérémonie, tout comme ses anciens coéquipiers Chris Dudley et Chris Morris,.

## Distinctions
Durant la période où il évolue au club du Cibona Zagreb, Petrović accumule 5 600 points en compétitions nationales et européennes. Dražen Petrović reçoit le trophée Mr. Europa par le magazine italien Superbasket (it) en 1986 et 1993, et le trophée Euroscar par le quotidien La Gazzetta dello Sport en 1986, 1989, 1992 et 1993. Lors de la saison 1992-1993, Petrović est sélectionné dans la All-NBA Third Team. Il est désigné meilleur joueur du championnat du monde de 1986.
Le 11 novembre 1993, les Nets du New Jersey retirent son maillot no 3. Le trophée du meilleur joueur de l'Open McDonald's est également nommé à son nom. Le 29 avril 1995, à la suite d'une initiative du président du Comité international olympique Juan Antonio Samaranch, le Musée olympique de Lausanne inaugure une stèle à son honneur. Il est seulement le deuxième sportif à être ainsi honoré. Petrović a également été intronisé au Hall of Fame en 2002 puis au sein du FIBA Hall of Fame en 2007. La même année, un musée consacré à la carrière du joueur réunissant plus de 500 objets est inauguré à Zagreb. Dans le même temps, une statue du joueur en train de tirer créée par le sculpteur croate Kuzma Kovačić est dévoilée sur les escaliers menant au musée. Il est également reconnu comme l'un des 50 meilleurs contributeurs de l'Euroligue en 2008. Le Cibona Zagreb a également retiré le no 10 du joueur yougoslave.

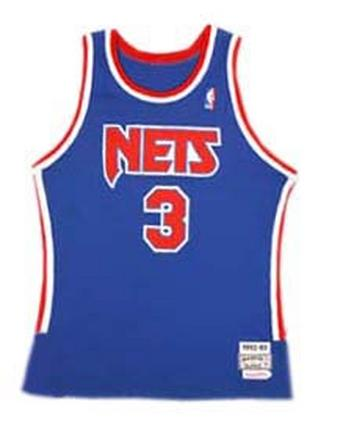
Le numéro 3 de Petrović est retiré par les Nets en décembre 1993.
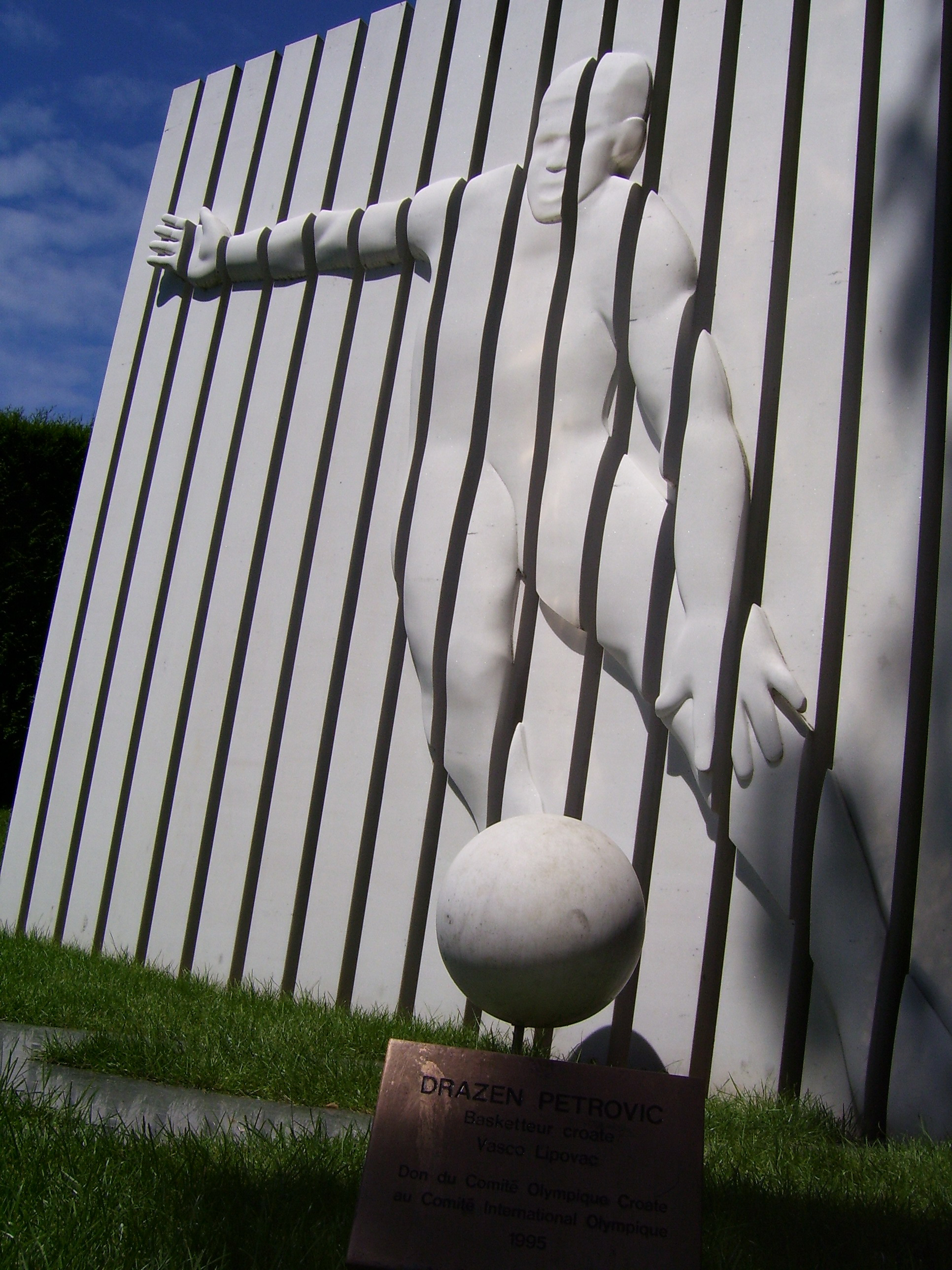
Stèle en commémoration de Dražen Petrović au musée olympique de Lausanne.
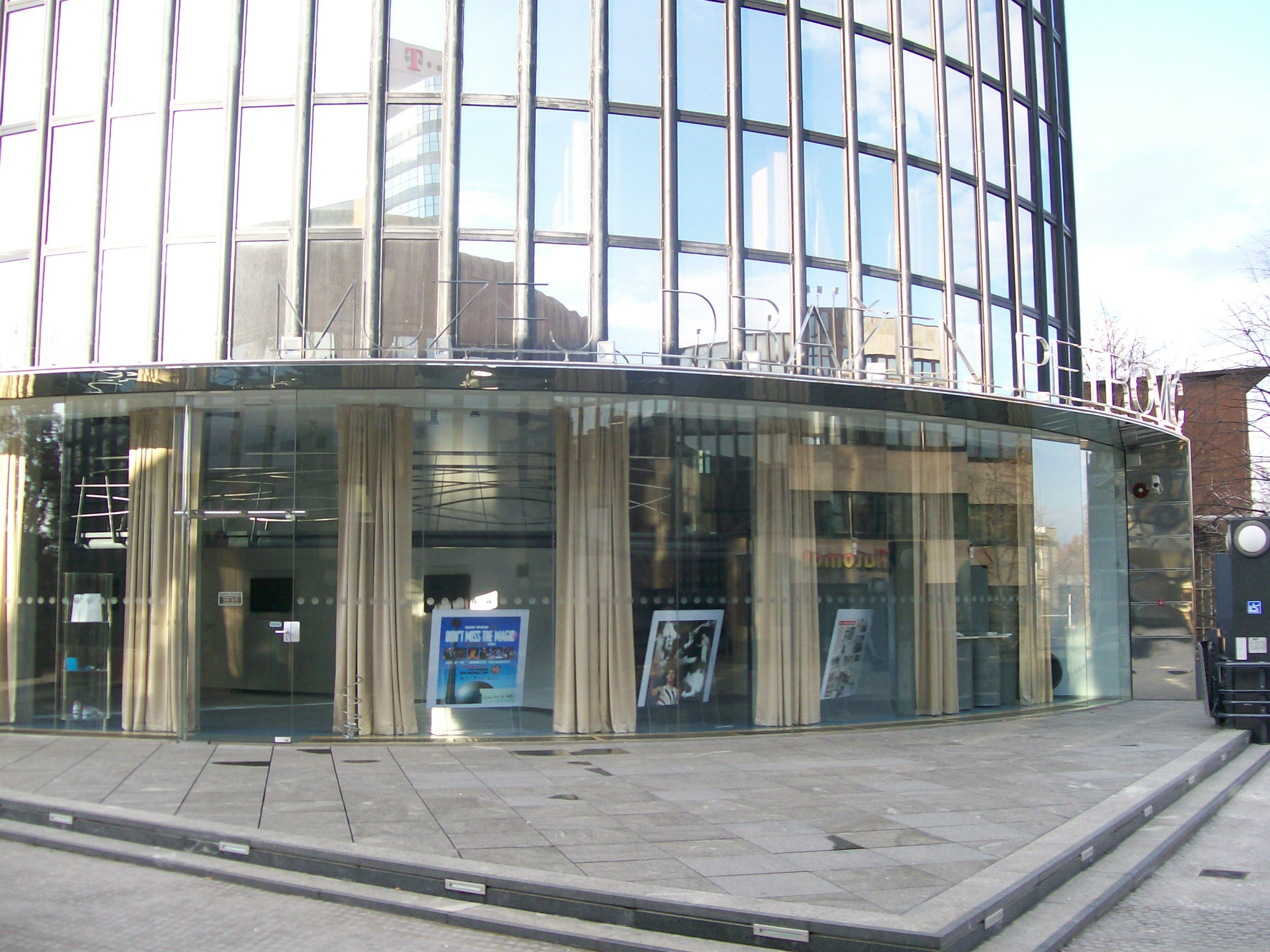
Entrée du musée Dražen Petrović de Zagreb.
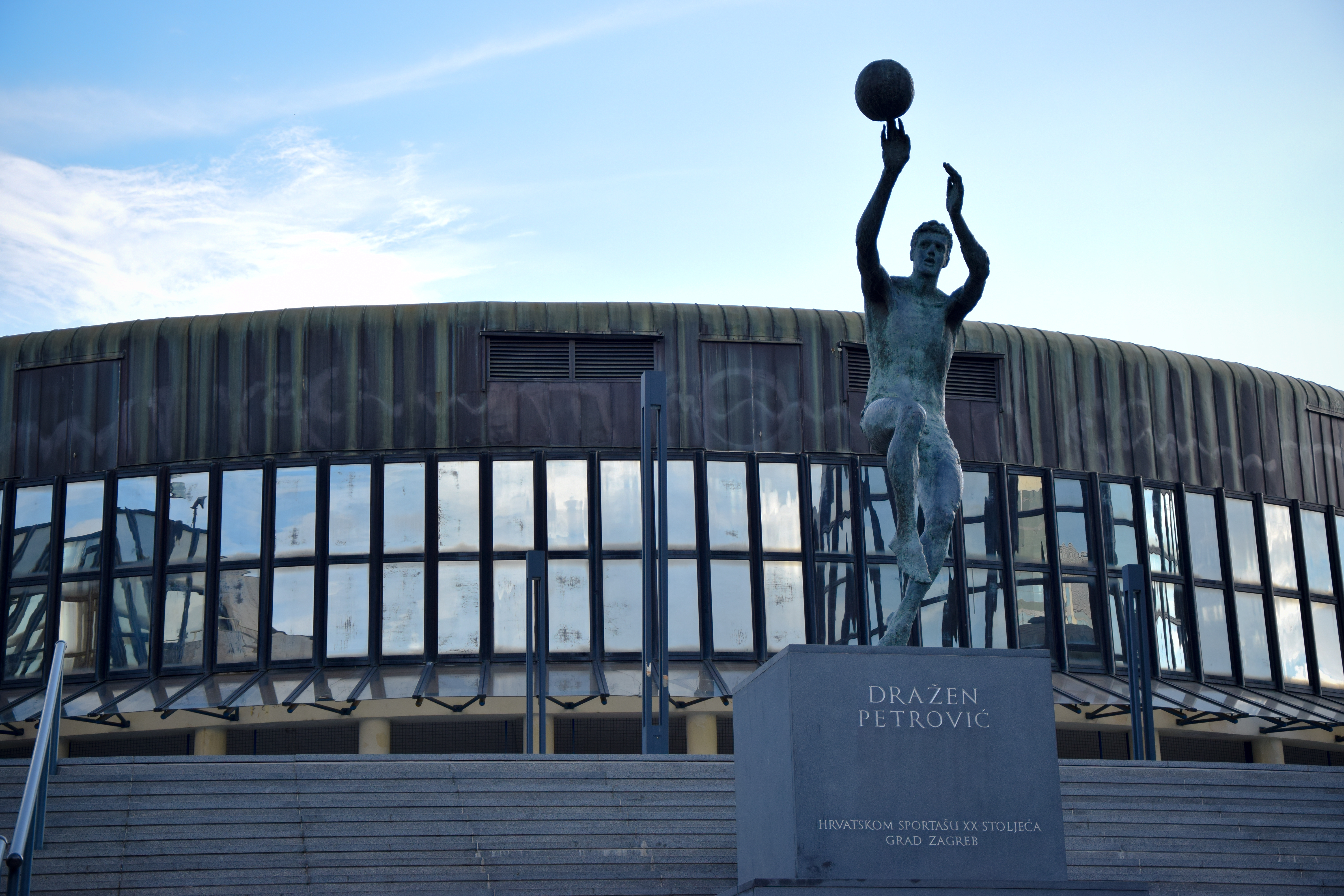
Statue représentant Petrović par Kuzma Kovačić.
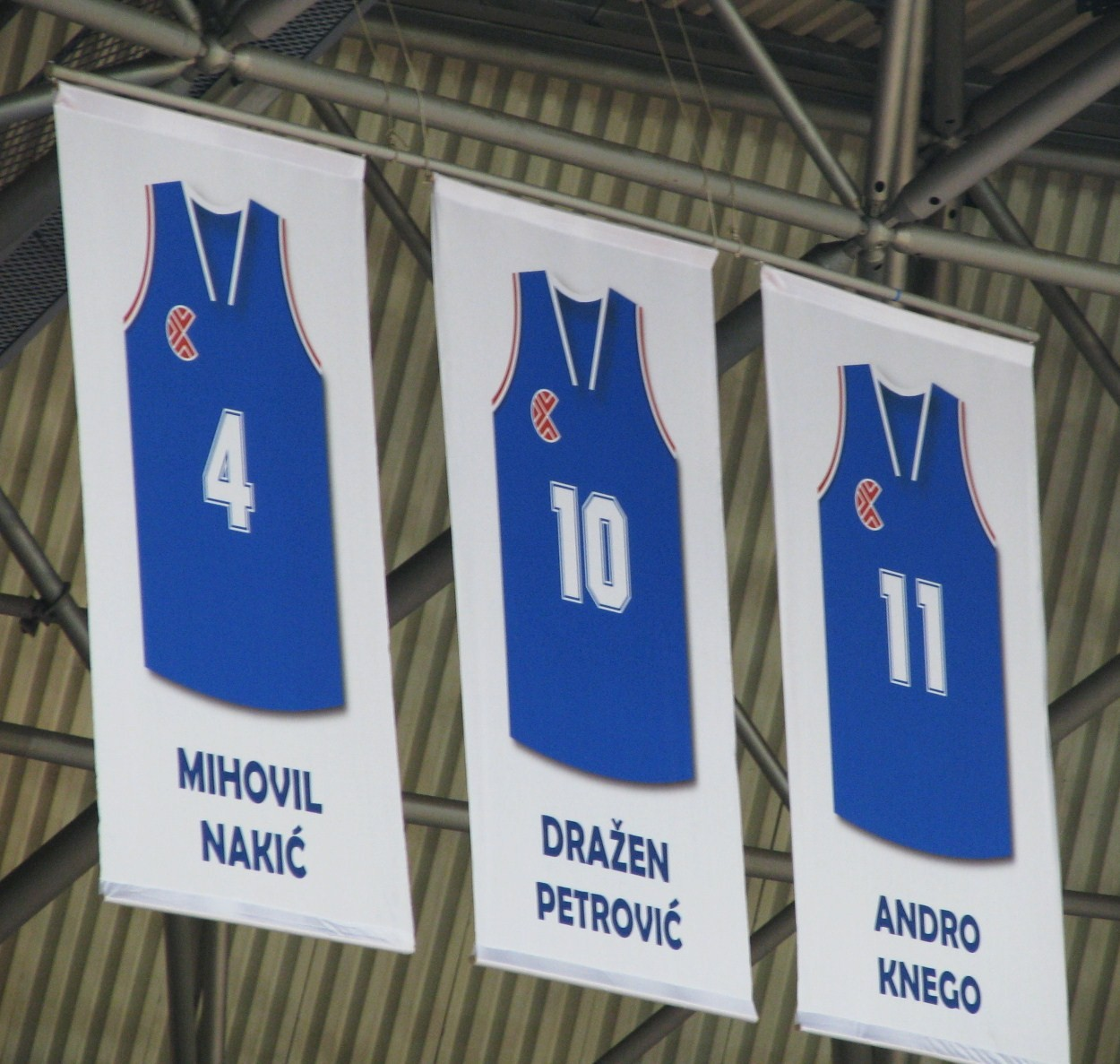
Le maillot numéro 10 du Cibona Zagreb retiré pour Dražen.

## Style de jeu et personnalité
Jeune, Dražen Petrović a pour principales qualités le maniement du ballon et sa capacité à marquer en attaquant le panier. Son éthique du travail impressionne et lui fait améliorer son tir, d'abord à moyenne distance puis à longue distance,. Alors qu'il a 17 ans, il s'entraîne trois fois par jour, le matin avant d'aller à l'école, à la sortie de l'école et le soir lors de l'entraînement collectif avec l'équipe. Bourreau de travail, son objectif hebdomadaire pendant son service militaire est de réussir 2 000 tirs à distance.
En 1988, le journaliste français Didier Le Corre décrit Dražen Petrović comme le « joueur le plus détesté d'Europe ». Petrović est qualifié par la presse madrilène comme l'« enfant terrible » du basket-ball européen. L'entraîneur national italien Valerio Bianchini compare le comportement de Petrović sur le terrain à celui de John McEnroe sur un court de tennis. Provocateur dans son style de jeu, il n'a pas la langue dans sa poche. Marqueur exceptionnel, il est également un passeur doué capable de donner des passes décisives sans regarder dans la direction du joueur visé,,.
Spécialiste du tir à 3 points, le terme Pucaj tricu, tirez à trois points en croate, reste comme l'héritage du joueur en NBA,. Cette expression est utilisée par l'assistant des Nets du New Jersey Rick Carlisle pour motiver le joueur dans ses derniers mois en NBA. Ses progrès physiques au début des années 1990 avec les Nets en font un meilleur joueur offensivement et surtout défensivement.
En dehors des terrains, Dražen Petrović est calme et affectueux,.

## Héritage
Dražen Petrović est l'un des premiers joueurs européens à s'imposer dans la NBA. Il est l'idole de nombreux jeunes européens qui rêvent de réussir aux États-Unis comme le Slovène Goran Dragić ou son compatriote Toni Kukoč. Après le championnat d'Europe de basket-ball 2017, remporté par l'équipe de Slovénie, la mère de Dražen Petrović offre au meilleur joueur du tournoi, Dragić, un maillot porté par son fils en NBA, provoquant les pleurs de la vedette.
Il reste également dans l'histoire comme l'un des meilleurs tireurs à longue distance de la ligue américaine avec une réussite de 43,7% sur sa carrière NBA. Il est l'un des premiers à tirer loin derrière la ligne à trois points. Lors du All-Star Game 2012, le joueur des Nets de Brooklyn Anthony Morrow rend hommage à Dražen Petrović en portant une réplique de son maillot no 3 lors du concours de tirs à trois points. En 2015, Stephen Curry envoie un maillot à la mère de Petrović après avoir remporté le titre avec les Warriors de Golden State, elle qui s'est occupé de lui enfant pendant que son père Dell et Petro se disputaient le concours de paniers à trois points du All-Star Game 1992.
Dans la version initiale de NBA Jam, jeu vidéo de basket-ball sorti sur borne d'arcade en 1993, Dražen Petrović est présent et le jeu crie son nom bien qu'il soit mort quelques semaines auparavant. Chaque année après son décès, une bourse universitaire de 10 000 dollars est donné à un étudiant croate et américain ayant été diplômé d'un lycée du New Jersey. En 2001, le joueur de tennis Goran Ivanišević remporte le tournoi de Wimbledon et dédicace sa victoire à son compatriote Petrović,.
Pour le 25e anniversaire de sa disparition, les Nets de Brooklyn organisent le 26 février 2018 la « Dražen Petrović Night » à l'occasion d'une rencontre face aux Bulls de Chicago en présence de la mère de l'ancien joueur, soirée lors de laquelle les Nets diffusent une vidéo en son hommage, et remettent une figurine du joueur aux 10000 premiers spectateurs entrant au Barclays Center,.

## Palmarès

### Club
Compétitions internationales
- Champion d'Europe en 1985 et 1986.
- Coupe des Coupes en 1989.
- Finaliste de la Coupe Korać en 1982, 1983 et 1988.

Compétitions nationales
- Champion de Yougoslavie en 1985.
- Vainqueur de la Coupe de Yougoslavie en 1985, 1986 et 1988.
- Finaliste du Championnat d'Espagne en 1989.
- Vainqueur de la Coupe du Roi en 1989.

### Équipes nationales
- Jeux olympiques d'été
  -  Médaille d'argent aux Jeux olympiques d'été de 1992 avec la Croatie.
  -  Médaille d'argent aux Jeux olympiques d'été de 1988 avec la Yougoslavie.
  -  Médaille de bronze aux Jeux olympiques d'été de 1984 avec la Yougoslavie.
- Championnat du monde.
  -  Médaille d'or Champion du monde 1990 avec la Yougoslavie.
  -  Médaille de bronze au Championnat du monde 1986 avec la Yougoslavie.
- Championnat d'Europe.
  -  Champion d'Europe 1989 avec la Yougoslavie.
  -  Médaille de bronze au Championnat d'Europe 1987 avec la Yougoslavie.
- Championnat d'Europe des moins de 18 ans.
  -  Médaille d'argent du Championnat d'Europe des moins de 18 ans 1982.

## Statistiques
| Saison    | Club            | Championnat de Yougoslavie | Championnat de Yougoslavie | Championnat de Yougoslavie | Coupe d'Europe | Coupe d'Europe | Coupe d'Europe | Coupe intercontinentale | Coupe intercontinentale | Coupe intercontinentale |
| Saison    | Club            | MJ                         | Pts                        | PPM                        | MJ             | Pts            | PPM            | MJ                      | Pts                     | PPM                     |
| 1979-1980 | Šibenka Šibenik | 16                         | 13                         | 0,8                        |                |                |                |                         |                         |                         |
| 1980-1981 | Šibenka Šibenik | 20                         | 39                         | 2,0                        |                |                |                |                         |                         |                         |
| 1981-1982 | Šibenka Šibenik | 24                         | 392                        | 16,3                       |                |                |                |                         |                         |                         |
| 1982-1983 | Šibenka Šibenik | 31                         | 758                        | 24,5                       |                |                |                |                         |                         |                         |
| 1984-1985 | Cibona Zagreb   | 20                         | 653                        | 32,2                       | 15             | 463            | 30,9           |                         |                         |                         |
| 1985-1986 | Cibona Zagreb   | 21                         | 910                        | 43,3                       | 15             | 555            | 37,0           | 6                       | 118                     | 19,7                    |
| 1986-1987 | Cibona Zagreb   | 21                         | 781                        | 37,2                       | 8              | 270            | 33,8           | 5                       | 152                     | 30,4                    |
| 1987-1988 | Cibona Zagreb   | 19                         | 715                        | 37,6                       | 12             | 401            | 33,4           | 5                       | 173                     | 34,6                    |
| Total     | Total           | 172                        | 4 261                      | 24,8                       |                |                |                |                         |                         |                         |

| Saison    | Compétition           | Matchs | Matchs | Min.  | Points | Points | 2 pts | 2 pts | 2 pts  | 3 pts | 3 pts | 3 pts   | LF  | LF  | LF     | Rebonds | Rebonds | Rebonds | Pd  | Int | C | Bp | FP  |
| Saison    | Compétition           | MJ     | Tit    | Min.  | Pts    | PPM    | R     | T     | %      | R     | T     | %       | R   | T   | %      | Rd      | Ro      | R       | Pd  | Int | C | Bp | FP  |
| 1988-1989 | Championnat d'Espagne | 36     |        | 1 219 | 1 026  | 28,5   | 263   | 427   | 61,6 % | 85    | 217   | 39,2 %  | 245 | 281 | 87,2 % | 107     | 41      | 148     | 153 | 52  | 9 | 98 | 120 |
| 1988-1989 | Coupe d'Europe        | 11     |        | 386   | 301    | 27,4   | 68    | 125   | 54,4 % | 35    | 76    | 46,1 %  | 60  | 70  | 85,7 % | 30      | 5       | 35      | 35  |     |   |    |     |
| Total     | Total                 | 47     |        | 1 605 | 1 327  | 28,2   | 331   | 552   | 60,0 % | 120   | 293   | 40,95 % | 305 | 351 | 86,9 % | 137     | 46      | 183     | 188 |     |   |    |     |

| Saison    | Club                      | Matchs | Matchs | Min.  | Points | Points | 2 pts | 2 pts | 2 pts  | 3 pts | 3 pts | 3 pts  | LF  | LF  | LF     | Rebonds | Rebonds | Rebonds | Pd  | Int | C  | Bp  | FP  |
| Saison    | Club                      | MJ     | Tit    | Min.  | Pts    | PPM    | R     | T     | %      | R     | T     | %      | R   | T   | %      | Rd      | Ro      | R       | Pd  | Int | C  | Bp  | FP  |
| 1989-1990 | Trail Blazers de Portland | 77     | 0      | 967   | 583    | 7,6    | 173   | 353   | 49,0 % | 34    | 74    | 45,9 % | 135 | 160 | 84,4 % | 61      | 50      | 111     | 116 | 23  | 2  | 96  | 134 |
| 1990-1991 | Trail Blazers de Portland | 18     | 0      | 133   | 80     | 4,4    | 31    | 65    | 47,7 % | 1     | 6     | 16,7 % | 15  | 22  | 68,2 % | 8       | 10      | 18      | 20  | 6   | 0  | 12  | 21  |
| 1990-1991 | Nets du New Jersey        | 43     | 0      | 882   | 543    | 4,9    | 189   | 363   | 52,1 % | 22    | 59    | 37,3 % | 99  | 115 | 86,1 % | 51      | 41      | 92      | 66  | 37  | 1  | 69  | 111 |
| 1991-1992 | Nets du New Jersey        | 82     | 82     | 3 027 | 1 691  | 20,6   | 545   | 1 038 | 52,5 % | 123   | 277   | 44,4 % | 232 | 287 | 80,8 % | 161     | 97      | 258     | 252 | 105 | 11 | 215 | 248 |
| 1992-1993 | Nets du New Jersey        | 70     | 67     | 2 660 | 1 564  | 22,6   | 512   | 967   | 52,9 % | 75    | 167   | 44,9 % | 315 | 362 | 87,0 % | 148     | 42      | 190     | 247 | 94  | 13 | 204 | 237 |
| Total     | Total                     | 290    | 149    | 7 669 | 4 461  | 15,4   | 1 450 | 2 786 | 52,0 % | 255   | 583   | 43,7 % | 796 | 946 | 84,1 % | 429     | 240     | 669     | 701 | 265 | 27 | 596 | 751 |

### Citations originales
1. ↑  (en) « I proved everything I had to prove in the NBA ».